# Саводник, Владимир Фёдорович
Влади́мир Фёдорович Саво́дник (28 апреля [10 мая] 1874, Ливны, Орловская губерния, Российская империя — 13 апреля 1940, Москва, СССР) — литератор, автор учебников по словесности.

## Биография
Владимир Саводник родился 28 апреля (10 мая) 1874 года, в Ливнах, в семье врача.
Гимназическое обучение проходило в Орле. Ещё будучи гимназистом, в начале 90-х годов XIX века, Владимир начал публиковать свои первые статьи в газете «Орловский вестник».
Не закончив орловской гимназии, Владимир переехал в Москву. Здесь, в 6-й Московской гимназии, он сдал выпускные экзамены и в 1894 году поступил на историко-филологический факультет Московского университета. В 1899 году, по окончании Университета, был оставлен на кафедре истории всеобщей литературы для приготовления к профессорскому званию. С начала 1900-х годов начал преподавать словесность в различных учебных заведениях. Обучаясь в Университете, где, среди приятелей и однокурсников был Валерий Брюсов, Владимир Фёдорович Саводник активно публиковал свои стихи, рассказы, критические заметки в различных периодических изданиях: «Вестнике Европы», «Русской мысли».
В 1898 году В. Ф. Саводник издал свой первый стихотворный сборник, а в 1903 — второй.
Начиная с 1900 года были опубликованы его работы «Е. А. Баратынский», «Поэзия Вл. С. Соловьёва».
Его «Очерки по истории русской литературы XIX века» (1906), «Хрестоматия по древнерусской литературе» (1908), «Краткий курс истории русской словесности. С древнейших времен до конца XVIII века» (1913) имели в дореволюционной средней школе статус официальных учебников, и использовались при изучении русской литературы до конца 20-х годов XX века.
После революции Владимир Фёдорович Саводник заведовал отделом русской литературы в Румянцевском музее, а затем — в Историческом. Позже работал даже в валютном управлении СССР. Кроме того, он принимал участие и в литературной жизни, например, в издании полного собрания сочинений Л. Н. Толстого.
Современники в целом положительно оценивали деятельность В. Ф. Саводника. Так, например, поэтесса Марина Цветаева, поясняя своё творческое кредо, из имён упоминала лишь его:
«Единственный справочник: собственный слух и, если уж очень нужно (?) — теория словесности Саводника: драма, трагедия, поэма, сатира, пр.»
Владимир Федорович скончался в Москве 13 апреля 1940 года.

## Статьи и рецензии на работы В. Ф. Саводника
- «Вестник воспитания», 1906, № 5;
- «Русское богатство», 1906, № 9;
- «Вестник Европы», 1906, № 11;
- «Русская школа», 1906, № 12;
- «Образование», 1906, № 8;
- «Русские ведомости», 1906, № 140;
- «Критическое обозрение», 1907, № 1 и 2;
- «Русская мысль», 1911, № 5 и 6.